# Grandine (film)
Grandine (Granizo) è un film del 2022 diretto da Marcos Carnevale.

## Trama
Quando il famoso meteorologo Miguel Flores non riesce a prevedere una disastrosa grandinata comincerà ad essere visto come un nemico pubblico e sarà costretto a lasciare Buenos Aires e tornare nella sua città natale.

## Distribuzione
Il film è stato distribuito sulla piattaforma Netflix a partire dal 30 marzo 2022.